# Seznam památkově chráněných objektů v Birgitzu
Seznam památkově chráněných objektů v Birgitzu obsahuje 4 nemovité objekty obce Birgitz.
| Objekt                                                  | Foto | Adresa                    | Souřadnice                       | ID     | Poznámka |
| ------------------------------------------------------- | ---- | ------------------------- | -------------------------------- | ------ | --- |
| Katolický farní kostel Navštívení Panny Marie a hřbitov |      | Dorfstraße 1, Birgitz     | 47°14′07″ s. š., 11°17′57″ v. d. | 63908  | |
| Švábská kaple                                           |      | Birgitz, Steinachweg 1151 | 47°13′57″ s. š., 11°18′06″ v. d. | 79601  | Otevřená kaple se datuje do první poloviny 19. století. V klenutém výklenku se svorníkem je barokní krucifix.              |
| Kaple Jana Nepomuka                                     |      | Birgitz, 1131/1           | 47°13′46″ s. š., 11°18′29″ v. d. | 79613  | Cihlová kaple se sedlovou střechou byla postavena po roce 1856. V klenutém výklenku stojí barokní socha sv. Jana Nepomuka. |
| Hohe Birga                                              |      | Birgitz, 183/2            | 47°14′29″ s. š., 11°17′50″ v. d. | 130878 | |